# カラハリ砂漠

カラハリ砂漠の位置（濃い赤の部分）

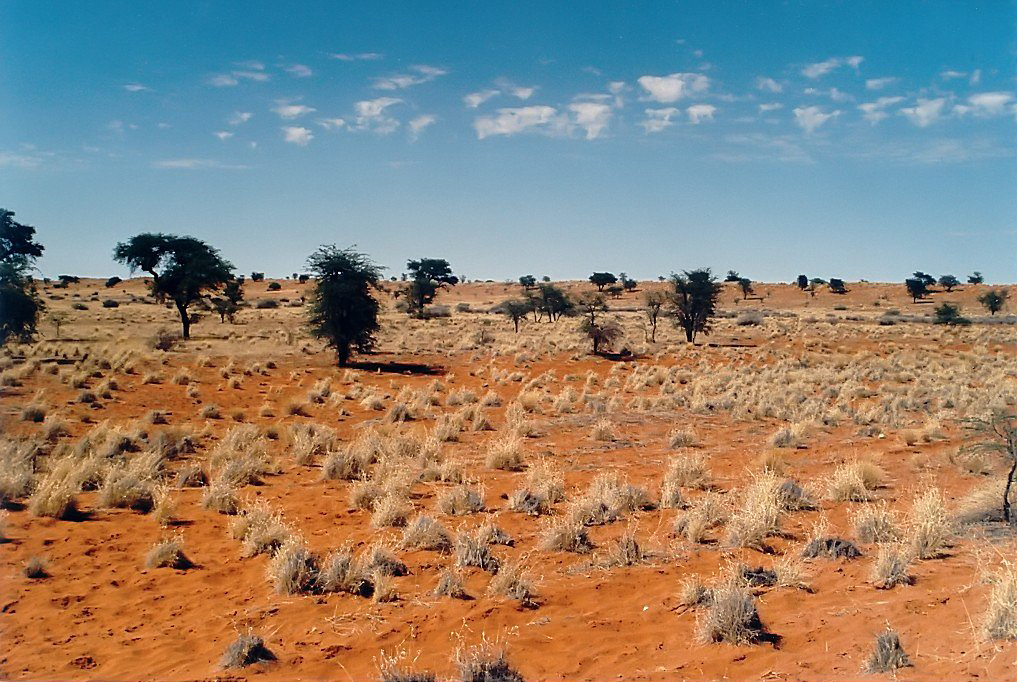
ナミビアのカラハリ砂漠

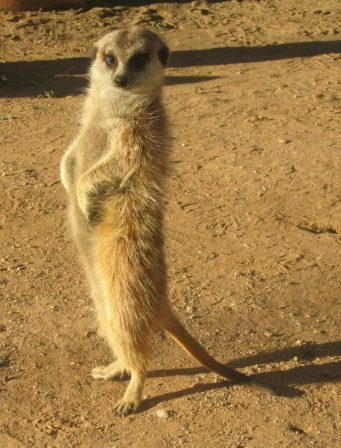
ミーアキャット

カラハリ砂漠（カラハリさばく）は、南部アフリカにおいて50万km2に亘って広がる砂漠。標高850～1000mの浅い盆地状の地形である。

## 概要
ボツワナの国土の70%を占めるほか、ナミビア、南アフリカ共和国にかかる。ジンバブエの一部はカラハリ砂漠に連なる半乾燥地帯である。ボツワナ北部と南アフリカ共和国北西部を除き、標高は1000メートルを超える。ナミビアの南岸はカラハリ砂漠の一部とも考えられる面積14万km2のナミブ砂漠に覆われている。
カラハリ砂漠の周囲を含めた250万km2の半乾燥地帯（サバナ）を広くカラハリ砂漠と捉える資料もある。寒流であるベンゲラ海流の影響を受けたガボンとコンゴ共和国の沿岸部のほか、コンゴ民主共和国（旧ザイール）、アンゴラ、ザンビアの一部を含める。なお、理科年表2005では、"The Encyclopedia Americana, International edition, Vol.9,1987"を引用し、カラハリ砂漠の面積を57万km2と記述している。ケッペンの気候区分に従うと、南西部は砂漠気候 (BW) となるが、それ以外の部分はステップ気候 (BS)に分類される。
カラハリ砂漠は暗赤褐色の砂に覆われており、表層水は存在しない。雨が降ると窪地につながる水無川とも呼ばれる涸れ谷（ワジ）が氾濫する。ボツワナ中央州北西部に位置する塩で覆われた広大なマカディカディ・パン（塩類平原）と、ナミビアのクネネ州Outojoからオシコト州ツメブにまたがるエトシャ塩湖にも水がたまる。
カラハリ砂漠は、真の砂漠とは呼べない。砂漠の一部では不規則ではあるものの年間250mm以上の降水量を記録しており、植物に覆われているからである。ただし、南西部は年間降水量が175mmを下回るため、砂漠らしい眺めである。
夏季の気温は20度から40度である。冬季は乾燥して寒く、夜間には霜が降りるほどである。冬季の平均最低気温は0度を下回る。
石炭、銅、ニッケルの埋蔵量が多い。また、北東部には世界最大級のダイヤモンド鉱山がある。